# Festival Internacional de Cinema de Mar del Plata

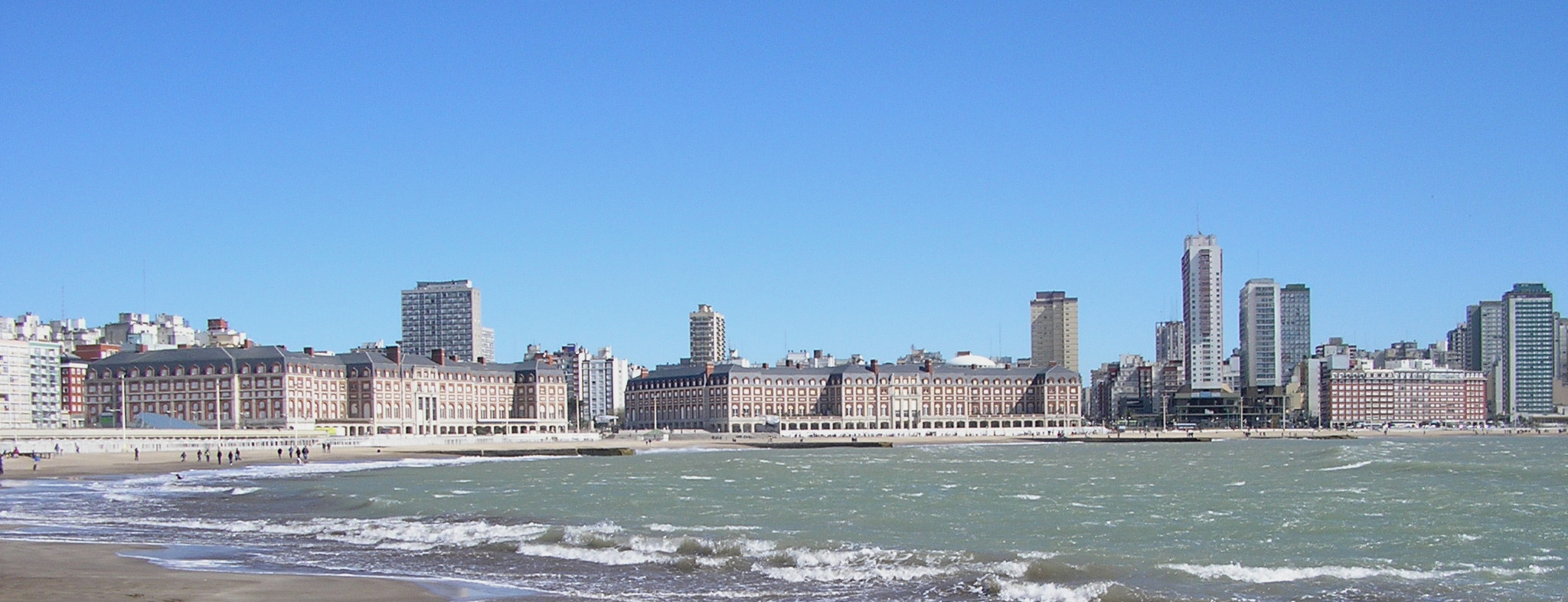
Mar del Plata, cidade argentina na qual se realiza o Festival Internacional de Cinema desta cidade.

O Festival Internacional de Cinema de Mar del Plata (em castelhano:  Festival Internacional de Cine de Mar del Plata) é um importante festival de cinema internacional que se realiza todos os anos, durante o mês de novembro na cidade de Mar del Plata, na Argentina. É o único festival de cinema de classe A reconhecido pela Federação Internacional de Associações de Produtores Cinematográficos (FIAPF) na América Latina, e o mais antigo nesta categoria nas Américas. O festival é organizado pelo Instituto Nacional de Cinema e Artes Audiovisuais (INCAA).
Segundo o produtor argentino Luis Alberto Scalella, que foi o primeiro vice-presidente da FIAPF na época do festival de Mar del Plata em 2009, "existem 2.500 festivais de cinema no mundo. Apenas 50 deles são reconhecidos pela Federação Internacional e, entre eles, apenas 13 são competitivos não especializados reconhecidos pela Classe A."

## História
Foi inaugurado em 1954, pelo então presidente Juan Domingo Perón e não se tratava de um festival competitivo, senão de una mostra internacional chamada "Festival Cinematográfico Internacional". Já nessa primeira oportunidade o festival contou com figuras internacionais, da fama de Gina Lollobrigida e Errol Flynn. Depois deste houve uma descontinuidade de quatro anos, até que em 1959 a Associação de Cronistas Cinematográficos da Argentina se faz cargo do festival, e este é reconhecido pela FIAPF.
A partir do ano seguinte e até 1970 se sucedeu anualmente refletindo as distintas vertentes artísticas cinematográficas da década de 1960, com figuras convidadas como Paul Newman, Alberto Sordi, Pier Paolo Pasolini, Vittorio Gassman, Toshiro Mifune, François Truffaut, Karel Reisz, Catherine Deneuve, Juan Antonio Bardem, Anthony Perkins, Jean-Paul Belmondo, Maria Callas, Cantinflas, Andrzej Wajda, Jacques Tati, Lee Strasberg, George Hamilton, entre outros.
Em 1964 o festival se mudou temporariamente e por única vez à Buenos Aires, sendo denominado Festival Cinematográfico Internacional da República Argentina. No ano 1966 um golpe de estado no país produziu alterações e o Instituto de Cinema se faz cargo dos festivais do ano 1968 e 1970. Nos anos 1967 e 1969 o festival não se realizou, pois foram realizavam outros no Rio de Janeiro.
Depois de 1970 houve uma interrupção de 25 anos, tendo havido alguns tentativas de reativá-lo, mas isto não ocorreu até 1996, quando o festival retornou completamente renovado. Desde então foram feitas várias alterações, Nos primeiros anos desta etapa não foi realizado durante o mês de março, recém em 2001 voltaria a seu formato tradicional. Nesta etapa o festival ascende a "categoria A", a mais alta assinada pela FIAPF.

## Prêmios
Originalmente os prêmios eram denominados "Ombú" até o ano de 2004 no que os prêmios alteram de nome passando a chamar-se "Astor", em honra a Astor Piazzolla. O júri internacional está composto por cineastas, artistas, professores e teóricos do mundo do cinema.
Atualmente se entregam os prêmios de Melhor Filme, Melhor Diretor, Melhor Atriz, Melhor Ator, Melhor Roteiro, Melhor Filme Ibero-americano e o Premio especial do Júri.
A vigésima segunda edição do Festival Internacional de Cinema de Mar del Plata teve lugar do dia 8 até 18 de Março de 2007. Neste festival se introduz uma nova competência: a Competência Latino-americana especialmente destinada aos realizadores da América Latina. A Competência outorga o Premio Ernesto Che Guevara para o melhor filme Latino-americano.